# Grallaria ridgelyi
Grallaria ridgelyi là một loài chim trong họ Grallariidae.